# Euselasia authe
Euselasia authe is een vlindersoort uit de familie van de prachtvlinders (Riodinidae), onderfamilie Euselasiinae.
Euselasia authe werd in 1903 beschreven door Godman.